# Dieter Mueller-Harju
Dieter Mueller-Harju (* 1952) In Andernach aufgewachsen. Er ist ein deutscher Schriftsteller, Persönlichkeits- und Unternehmensnachfolgeberater, Soziologe und Lebenskünstler. Als Künstler und Schriftsteller arbeitet er unter dem Pseudonym Dieter de Harju.

## Leben
Dieter Mueller-Harju wuchs in Andernach am Rhein auf. Er versteht sich als Brückenbauer zwischen Wissenschaft und Kunst.
Sein Vater arbeitete beim Film, seine Mutter war durch Kriegsverletzungen mehrfach behindert. Er schloss eine Lehre als Einzelhandelskaufmann ab, gründete und spielte in der Andernacher Beatband „Prisoners of Beat“, die 1968  Stadtmeister wurde.  Er machte sein Abitur auf dem zweiten Bildungsweg, studierte Betriebswirtschaft, Soziologie, Psychologie und Kulturwissenschaften, mit anschließender Promotion (Dr. phil.). Er forschte und lehrte über zehn Jahre an der Goethe-Universität in Frankfurt a. M. über Themen wie Unternehmens- und Berufskultur sowie Berufswahl. Hierzu publizierte er zahlreiche Artikel, Studien und Sachbücher. 1991 war er Mitbegründer des Instituts für Wirtschaft, Arbeit und Kultur (IWAK Frankfurt). 1993 eröffnete er eine Praxis für Persönlichkeits- und Nachfolgeberatung in Frankfurt am Main, führte Seminare durch, hielt Vorträge über Beruf und Lebenssinn. Familienunternehmen unterstützte er beim Generationswechsel, bei der Nachfolge. 2004 zog er von Frankfurt am Main nach Tutzing. Dort engagierte er sich für den Aufbau eines: „Tutzinger Forums: Generationen-Dialog“. Mehr dazu im Werkverzeichnis.
2015 schrieb er die Biografie seiner Mutter Agnes: „Trotzdem. Mein erfülltes Leben ohne Bein und Hand“, basierend auf Tonaufnahmen ihrer Lebensgeschichte, zu ihrem 90. Geburtstag. Sie war die einzige Überlebende eines Bombenangriffs auf ihr Elternhaus, in dem sie ein Bein verlor und ihre Hand schwer verletzt wurde.
Als Lebens-Künstler Dieter de Harju präsentiert er seine zahlreichen Malereien, in Kunstausstellungen u. a. in Wien und München, in seiner Heimatstadt Andernach sowie in Tutzing, Starnberg, Weilheim, Remagen. Mit seiner Kunstaktion „Kreuz der Versuchung“, ehrte er seine verstorbenen Eltern und Ehefrau.
Er war als Dieter de Harju Mitglied im Paul Klinger Künstlersozialwerk e.V., in dessen Rahmen er sich an Ausstellungen und Publikationen beteiligte.
Literarische Beiträge werden unter Dieter de Harju veröffentlicht. 2022 erschien sein Roman „Adonis Adamos. Auf der Suche nach der geheimnisvollen Skala des Mannes“, der im Dezember 2022 in einer überarbeiteten 2. Fassung im Verlag tredition erschien.
Er brachte verschiedene CDs mit Musik und Sprache heraus: „Beruf und Lebenssinn im Einklang“ sowie „Das Wesentliche der Weihnachtszeit ist unsichtbar. Was Weihnachten wirklich bedeutet“.
2022 erscheint seine CD „Lebens-Zeit. Literarische Lebens-Kunst-Musik“. Es ist sein musikalisches Statement zur Lebenskunst.

## Veröffentlichungen
- Eine Übersicht findet sich im „Werkverzeichnis“ .[13]
- Das Fortuna-Prinzip. Erfüllter leben in Berufs-Lebens-Balance. ISBN 3-8214-3000-1[14] 2004 2017
- Trotzdem: Agnes Mueller – Mein erfülltes Leben ohne Bein und Hand. 2015. ISBN 978-3-95595-065-1.[15]
- Generationswechsel im Familienunternehmen. Mit Emotionen und Konflikten konstruktiv umgehen. Kindl Edition. 2013. ISBN 978-3-8349-4585-3.[1]
- Das Beste kommt erst noch: Acht Schritte in ein neues Leben. 2007 ISBN 978-3-485-01126-6.[16]
- Beruf und Lebenssinn in Einklang bringen. 1997 ISBN 3-466-30430-X[17][18]
- Kompass 50 plus. Perspektiven für den beruflichen und persönlichen Neubeginn. Bildung und Wissen Verlag. 2001. ISBN 3-8214-7607-9[19]
- Arbeit, Betrieb und neue Technologien. 1989. ISBN 3-17-009961-2[20]